# لوثر بيركنز
لوثر بيركنز (بالإنجليزية: Luther Perkins) (8 يناير 1928 – 5 أغسطس 1968) هو عازف غيتار كانتري أمريكي وعضو في فرقة تينيسي ثري التي عزفت خلف جوني كاش. كان بيركنز شخصية بارزة في موسيقى الروكابيلي. ويعود الفضل إلى عزفه البسيط في وضع إيقاع موسيقى كاش المميزة.

## بدايات حياته
ولد لوثر مونرو بيركنز في كومو، ميسيسيبي وترعرع فيها، وهو ابن واعظ معمداني. علم نفسه عزف الإيتار الإيقاعي.
بدأ بيركنز العمل كمهندس في شركة مبيعات السيارات في ممفيس في عام 1953، تخصص في الأنظمة الكهربائية وإصلاح الراديو. كان روي كاش، شقيق جوني كاش الأكبر، مدير خدمات في الشركة، وكان جوني وقتها يؤدي الخدمة العسكرية في قاعدة لسلاح الجو في ألمانيا. التقى بيركنز بزملاء العمل مارشال غرانت وريد كيرنودل، وكانوا يعزفون معا عندما يصبح العمل قليلا.
انتقل جوني كاش إلى ممفيس بعد عودته من ألمانيا في عام 1954، وعرّفه شقيقه روي على غرانت كيرنودل وبيركنز. كان الأربعة يجتمعون في المساء ويعزفون الأغاني. قرروا تشكيل فرقة خلال تلك الفترة، واشترى غرانت آلة كونترباس، واشترى كيرنودل غيتار فولاذي، أما بيركنز اشتري غيتار كهربائي مستعمل من علامة فندر إسكواير، حيث قام مالكه السابق بتعديله، وكانت أدوات التحكم بالصوت معطلة.

## موسيقى كاش
لم يتحكم بيركنز في صوت الآلة، فبدأ بتعلم تمويه الأوتار الجهورية الثلاثة (ري ومي ولا) برسغ يده اليمنى، والذي يتشابه مع أسلوب ميرل ترافيس، والخروج عن الإيقاع (كما يسمع في تسجيلات صن ريكوردز قبل عام 1958)، ثم تطور هذا الأسلوب لاحقا بالشكل الذي ميّز طريقة بيركنز بالنقر على الأوتار.
في أواخر عام 1954، حصل كاش على تجربة أداء مع المنتج سام فيليبس في صن ريكوردز، وأحضر معه بيركنز وغرانت وكيرنودل ليعزفوا خلفه. أصيب كيرنودل بالقلق ورحل قبل نهاية الجلسة، وبقي بيركنز وغرانت. بقي بيركنز ثابتا في فريق كاش، ورافق كاش في جولاته وظهر على معظم تسجيلاته.

## الحياة الشخصية
تزوج بيركنز مرتين. انفصل عن زوجته الأولى، بيرتي، في عام 1959 عندما كانا يعيشان في جنوب كاليفورنيا. أنجب منها ثلاث بنات: ليندا وفيكي وكلوديا. تزوج لاحقا من مارجي هيجنز، وعاشت معهما كاثي ابنة أخت مارجي. لا تزال مارجي بيركنز تظهر في مهرجانات جوني كاش.
كان لوثر صديقًا مقربًا للمغني وكاتب الأغاني كريس كريستوفرسن، وخطط في زمن وفاته أن يفتح شركة نشر الموسيقى الخاصة به ويمنح كريستوفرسن أول انطلاقة له.
كان شقيق بيركنز الأصغر، توماس، مغني الروك أند رول في الخمسينيات والستينيات، وسجل الأغاني باسم توماس واين.
كتب جوني كاش في سيرته الذاتية أن بيركنز كان مدمنا بشكل معتدل على الأمفيتامين. وكانا يتعاطيان المخدرات معا في أواخر الخمسينات.
لا توجد قرابة بينه وبين مغني الروك كارل بيركنز، والذي رافق كاش في جولاته أيضا.

## الوفاة
عاد بيركنز رحلة صيد سمك في بحيرة أولد هيكوري خلال ساعات الصباح الباكر من يوم 3 أغسطس 1968، إلى منزله المشيد حديثًا على طريق ريفروود في هيندرسونفيل، تينيسي. ونام في غرفة المعيشة وهو يمسك سيجارة مشتعلة. استيقظت ابنة أخت زوجته حوالي الساعة السادسة صباحا ووجدت النار مشتعلة في غرفة المعيشة وأن بيركنز واقع قرب الباب. هرع فريق الطوارئ لنقل بيركنز إلى مستشفى جامعة فاندربيلت حيث بقي في العناية المركزة حتى وفاته في 5 أغسطس 1968.
يقع قبره قرب قبري جوني كاش وجون كارتر في حديقة هندرسونفيل التذكاري في هندرسونفيل.
تم إدخال لوثر بيركنز إلى قاعة مشاهير الروكابيلي، ورقمه هو 0230.
في عام 1980، رفعت بنات بيركنز من زواجه الأول دعوى ضد جوني كاش لاختلاس الأموال التي كان من المفترض أن توفر دخل التقاعد لبيركنز. هذه الدعوى قُدمت بالمصادفة مع دعاوى أخرى قدمها مارشال غرانت ضد كاش لفصله غرانت بشكل تعسفي واختلاس أموال تقاعد غرانت. تم تسوية الدعوتين خارج المحكمة. 

## السير على الخط
في فيلم «السير على الخط» (Walk The Line)، وهو سيرة ذاتية لجوني كاش (2005)، تم تصوير بيركنز من قبل دان جون ميلر. تمت الإشارة إلى موت بيركنز ضمنيا في الفيلم في مشهد الحافلة حيث يمشي كاش (الذي يلعب دوره جواكين فينيكس) أمام بيركنز النائم، حيث يظهر بيركنز نائما والسيجارة لا تزال مشتعلة في فمه، ويقوم كاش بأخذ السيجارة ورميها في المنفضة.

## وصلات خارجية
لوثر بيركنز على موقع IMDb (الإنجليزية)
- لوثر بيركنز على موقع ميوزك برينز (الإنجليزية)
- لوثر بيركنز على موقع أول ميوزيك (الإنجليزية)
- لوثر بيركنز على موقع ديسكوغز (الإنجليزية)

- Rockabilly Hall Of Fame page نسخة محفوظة 16 أكتوبر 2010 على موقع واي باك مشين.
- A Luther Perkins Website
- لوثر بيركنز على موقع فايند أغريف